# Vitamin String Quartet
I Vitamin String Quartet, anche conosciuti come The String Quartet, sono un gruppo musicale statunitense proveniente da Los Angeles, California. Sono conosciuti per i loro album tributo a celebri gruppi rock e pop.

## Storia
I loro album sono pubblicati dalla Vitamin Records e primariamente suonati da un quartetto d'archi, ma spesso sono usati anche altri strumenti. "Il Vitamin Sting Quartet cerca di applicare l'asseto tipico del rock n' roll alla musica classica", ha affermato Tom Tally violinista e arrangiatore, coinvolto in oltre una trentina di dischi dei Vitamin String Quartet.
I loro album rendono onore a un'ampia varietà di generi musicali, inclusi pop, rock, metal, techno, country e rap, e a un'ampia varietà di artisti, come Led Zeppelin, Queen, Michael Jackson, Eminem, Beatles, Bruce Springsteen, Coldplay, Black Sabbath, Adele, Lady Gaga, Iron Maiden, Radiohead, Red Hot Chili Peppers, Green Day, Jimi Hendrix, Muse, Linkin Park, Staind e molti altri. La loro discografia comprende 261 album.
Tra la primavera e l'estate del 2012, la loro musica è stata mandata in onda 24 ore su 24 sulla stazione radio WWHK di Concord, New Hampshire.
Nel 2008, il Vitamin String Quartet ha contribuito alla registrazione della canzone Jack and Sally Montage per l'album Nightmare Revisited, in cui la colonna sonora originale del film Nightmare Before Christmas è reinterpretata da artisti vari, tra cui The All-American Rejects, Plain White T's, Rise Against e DeVotchKa.

## Discografia parziale

### Album
- The String Quartet Tribute to 3 Doors Down
- The String Quartet Tribute to Thirty Seconds to Mars
- The String Quartet Tribute to 311
- Back In Baroque: The String Quartet Tribute to AC/DC
- Vitamin String Quartet Performs AC/DC
- Vitamin String Quartet Performs Adele
- The String Quartet Tribute to Aerosmith
- String Quartet Tribute to AFI
- The String Quartet Tribute to Alice in Chains
- Precious Things: The String Quartet Tribute to Tori Amos (2001)
- Pieces: The String Quartet Tribute to Tori Amos Vol. 2 (2007)
- String Quartet tribute to Animal Collective: Banshee Beat
- String Quartet Tribute to Arcade Fire's Funeral
- String Quartet Tribute to Atreyu
- String Quartet Tribute to Audioslave
- Strung Out on Avenged Sevenfold: The String Tribute
- The String Quartet Tribute to Bad Religion: History Repeating
- The String Quartet Tribute to The Beach Boys' Pet Sounds
- The String Quartet Tribute to The Beatles
- The String Quartet Tribute to Björk: Ice
- The String Quartet Tribute To Björk: Violently
- The String Quartet Tribute to Black Sabbath
- Vitamin String Quartet Performs Blink 182
- The String Quartet Tribute to Blue October
- The String Quartet Tribute to Bob Dylan
- The String Quartet Tribute to Breaking Benjamin
- The String Quartet Tributes to Bright Eyes' Beautiful in the Morning
- The String Quartet Tribute to Bullet for My Valentine
- The String Quartet Performs Bush
- String Quartet Tribute to Casting Crowns
- An Evening with Diablo: The String Tribute to Chevelle
- String Quartet Tribute To The Clash
- String Quartet Tribute to Coheed and Cambria's In Keeping Secrets of Silent Earth: 3
- String Quartet Tribute to Coldplay
- String Quartet Tribute to Coldplay, Vol. 2.
- Vitamin String Quartet performs Coldplay's Viva la vida
- String Quartet Tribute to The Cure
- String Quartet Tribute to The Dark Side of the Moon
- String Quartet Tribute to The Darkness
- The String Quartet Tribute to Dashboard Confessional: B-Sides of the String Sessions
- Songs You Have Come To Love The Most: A String Quartet Tribute to Dashboard Confessional
- String Quartet Tribute to Dave Matthews Band
- String Quartet Tribute to David Bowie
- String Quartet Tribute to David Gray
- Ghost: The String Quartet Tribute to Death Cab for Cutie
- Vitamin String Quartet Performs The Decemberists
- String Quartet Tribute to Deftones
- String Quartet Tribute to Depeche Mode
- String Quartet Tribute to Dido
- Are You Breathing: The String Quartet to Disturbed
- The String Quartet Tribute to Disturbed
- String Quartet Tribute to The Doors
- The String Quartet Tribute to Dream Theater
- String Quartet Tribute to Duran Duran
- String Quartet Tribute to DragonForce
- String Quartet Tribute to Dragonforce: Through the Fire and Flames
- Crenshaw Classics: The String Quartet Tribute to Dr. Dre
- String Quartet Tribute to The Eagles
- String Quartet Tribute to Eric Clapton
- Immortalized: The String Quartet Tribute to Evanescence
- The String Quartet Tribute to Evanescence
- The String Quartet Tribute to Elliott Smith
- The String Quartet Tribute to Eminem
- String Quartet Tribute to Fall Out Boy
- Strung Out on Fiona Apple: A String Quartet Tribute
- String Quartet Tribute to Finger Eleven
- String Quartet Tribute to The Flaming Lips
- String Quartet Tribute to Fleetwood Mac
- Rumours: The String Quartet Tribute to Fleetwood Mac
- Vitamin String Quartet Performs the Tribute to Flyleaf
- The Magnificent Seven Series: Strung Out on Foo Fighters [EP]
- Shape and Colour of My Heart: The String Quartet Tribute to Foo Fighters
- Unravel: The String Quartet Tribute to The Fray
- String Quartet Tribute to Peter Gabriel
- String Quartet Tribute to Garbage
- 2008 - String Quartet Tribute to Godsmack's Godsmack
- Anthem: The String Quartet Tribute to Good Charlotte
- Vitamin String Quartet Performs Gorillaz
- Vitamin String Quartet performs Green Day's American Idiot
- String Quartet Tribute to Green Day's When I Come Around
- String Quartet Tribute to Guns N' Roses
- String Quartet Tribute to PJ Harvey
- Arteries Untold: The String Quartet Tribute to Hawthorne Heights
- String Quartet Tribute to Jimi Hendrix
- Uninhibited: String Quartet Tribute to Hinder
- Leave Nothing Behind: Strung Out on Hoobastank - The String Quartet Tribute
- The String Quartet Tribute to HIM
- Vitamin String Quartet Performs Imogen Heap
- String Quartet Tribute to Incubus
- New Skin: The String Quartet Tribute to Incubus Vol. 2
- Anatomy of Evil - The String Quartet Tribute to Iron Maiden
- Interstellar: The String Quartet Tribute to Interpol
- Strung Out on INXS: The String Quartet Tribute
- String Quartet Tribute to James Blunt
- String Quartet Tribute to Jane's Addiction
- String Quartet Tribute to Jet
- String Quartet Tribute to Elton John
- String Quartet Tribute to John Lennon
- VSQ performs the Hits of Michael Jackson
- String Quartet Tribute to Jeff Buckley
- The String Quartet Tribute to Kanye West
- String Quartet Tribute to Kasabian : Processed Strings
- The String Quartet Tribute to The Killers
- String Quartet Tribute to Kiss
- Hurt Inside: A String Quartet Tribute to Korn
- VSQ Performs Lady Gaga
- String Quartet Tribute to Lacuna Coil: Spiral Sounds
- Baroque Tribute to Led Zeppelin
- String Quartet Tribute to Led Zeppelin
- String Quartet Tribute to Led Zeppelin Vol. 2
- Break Stuff: The String Quartet Tribute to Limp Bizkit
- In The Chamber with Linkin Park: The String Quartet Tribute
- String Quartet Tribute to Linkin Park's Meteora
- String Quartet Tribute to Linkin Park's Minutes to Midnight
- Vitamin String Quartet performs Linkin Park's A Thousand Suns
- String Quartet Tribute to Lynyrd Skynyrd - This Sweet Home
- A Taste of Chaos Ensemble Performs Mastodon's Leviathan
- String Quartet Tribute to Paul McCartney
- String Quartet Tribute to Sarah McLachlan
- String Quartet Tribute to Moby
- String Quartet Tribute to Marilyn Manson
- Under Your Skin: The String Quartet Tribute to Maroon 5
- String Quartet Tribute to The Mars Volta's De-Loused In The Comatorium
- String Quartet Tribute to Massive Attack
- String Quartet Tribute to Matchbox Twenty
- Heavier Strings: A String Quartet Tribute to John Mayer's Heavier Things
- Say Your Prayers, Little One: The String Quartet Tribute to Metallica
- The String Quartet Tribute to Morrissey
- String Quartet Tribute to Alanis Morissette
- Strung Out On Jagged Little Pill: The String Quartet Tribute to Alanis Morissette
- String Quartet Tribute to MuseMuse
- Funeral: The String Quartet Tribute to My Chemical Romance
- String Quartet Tribute to New Order & Joy Division
- Someday: The String Quartet Tribute to Nickelback
- String Quartet Tribute to Nine Inch Nails
- Pretty Hate Machine: The String Quartet Tribute to Nine Inch Nails
- String Quartet Tribute to Nirvana
- String Quartet Tribute to Nirvana's Nevermind
- String Quartet Tribute to No Doubt
- String Quartet Tribute to The Offspring
- Decadence & Vanity: The String Quartet Tribute to Oasis
- Vitamin String Quartet Performs Owl City's Fireflies
- String Quartet Tribute to OneRepublic
- Strung Out on Panic! at the Disco: A String Quartet Tribute
- String Quartet Tribute to Panic at the Disco's Pretty. Odd.
- Perfect Murder: Strung Out on Papa Roach
- The Magnificent Seven Series: The String Quartet Tribute to Paramore [EP]
- Strung Out on Paramore: String Quartet Tribute to Paramore
- Vitamin String Quartet Performs Paramore's Brand New Eyes
- The String Quartet Tribute to Pearl Jam
- Mad World: Strung Out on Pearl Jam: A String Quartet Tribute
- Vitamin String Quartet: Per_Versions
- Fervent: String Quartet Tribute to A Perfect Circle
- The String Quartet Tribute to A Perfect Circle
- The String Quartet Tribute to Phish
- String Quartet Tribute to Pink Floyd
- More Bricks: The String Quartet Tribute to Pink Floyd's The Wall
- String Quartet Tribute to Pink Floyd's The Dark Side of the Moon
- Vitamin String Quartet Performs Weezer's Pinkerton
- String Quartet Tribute to Pixies
- Revolution: The String Quartet Tribute to P.O.D.
- Symphonic Tribute to Prince's Purple Rain
- String Quartet Tribute to Queen
- Strings For The Deaf: The String Quartet Tribute to Queens of the Stone Age
- String Quartet Tribute to Queens of the Stone Age Vol.2
- Enigmatic: The String Quartet Tribute to Radiohead
- Strung Out on Kid A: The String Quartet Tribute to Radiohead
- Strung Out on In Rainbows: Vitamin String Quartet Performs Radiohead's In Rainbows
- Strung Out on OK Computer: The String Quartet Tribute to Radiohead
- Freedom: Tribute to Rage Against the Machine
- String Quartet Tribute to Red Jumpsuit Apparatus
- String Quartet Tribute to R.E.M..
- String Quartet Tribute to R.E.M. Vol. 2
- String Quartet Tribute to The Red Hot Chili Peppers
- String Quartet Tribute to Regina Spektor
- String Quartet Tribute to Relient K
- Vitamin String Quartet Tribute to Rise Against
- String Quartet Tribute to The Rolling Stones
- String Quartet Tribute to Rush's 2112
- Through the Prism: The Classical Tribute to Rush
- String Quartet Tribute to Santana
- String Quartet Tribute to Senses Fail
- String Quartet Tribute to Shinedown
- The String Quartet Tribute to Slayer: The Death Angel Remains
- Evil You Dread: The String Quartet Tribute to Slayer
- String Quartet Tribute to Elliott Smith
- String Quartet Tribute to The Smiths
- String Quartet Tribute to Snow Patrol
- String Quartet Tribute to Sonic Youth
- Vitamin String Quartet Performs Soundgarden
- Hometown: The String Quartet Tribute to Bruce Springsteen
- In The Chamber with Staind: The String Quartet Tribute
- String Quartet Tribute to Gwen Stefani
- String Quartet Tribute to Switchfoot
- String Quartet Tribute to System of a Down
- The String Quartet Tribute to System of a Down's Mezmerize
- The String Quartet Tribute to System of a Down's Hypnotize
- The String Quartet Tribute to The Smashing Pumpkins
- String Quartet Tribute to The Strokes
- String Quartet Tribute to Sum 41
- Strung Out On Three Days Grace: A String Quartet Tribute
- Strung Out On Taking Back Sunday: A String Quartet Tribute
- The Vitamin String Quartet Tribute to Third Eye Blind
- The Magnificent Seven Series: The String Quartet Tribute to Thrice [EP]
- Strung Out On Thrice: A String Quartet Tribute
- The String Quartet Tribute to Tool's Ænima
- Third Eye Open: The String Quartet Tribute to Tool
- Vitamin String Quartet Tribute to Tool's Lateralus
- String Quartet Tribute to Train
- Strung Out On U2: The String Quartet Tribute
- Still Strung Out On U2: The String Quartet Vol. 2
- String Quartet Tribute to U2's The Joshua Tree
- The Vitamin String Quartet Plays U2's No Line on the Horizon
- Painted Red: Strung Out on Underoath
- Strung Out on The Used: The String Quartet Tribute
- String Quartet Tribute to The Velvet Underground & Nico
- Dad Get Me Out Of This!: The String Quartet Tribute to Warren Zevon
- Come On And Kick Me!: The String Quartet Tribute to Weezer
- Pull This String: String Quartet Tribute to Weezer (Re-Release)
- String Quartet Tribute to The White Stripes
- The String Quartet Tribute to The Who's "Tommy"
- Olympus: The String Quartet Tribute to Yanni
- String Quartet Tribute to Yellowcard
- Rusted Moon: The String Quartet Tribute to Neil Young

### Raccolte
- Modern Wedding Collection
- My Metal Valentine (2008)
- Strung Out Volume 1: The String Quartet Tribute to Modern Rock Hits
- Strung Out Volume 2: The String Quartet Tribute to Modern Rock Hits
- Strung Out Volume 3: The String Quartet Tribute to Alternative Rock Hits
- Strung Out Volume 4: The String Quartet Tribute to Hard Rock Hits
- Strung Out Volume 5: The String Quartet Tribute to 2007's Best Songs
- Strung Out Volume 6
- Strung Out on Indie Rock Vol. 1: The String Quartet Tribute (2008)
- The String Quartet Tribute to Valentine's Day (2008)
- The Gay Wedding Collection (2008)
- The Gothic Wedding Collection (2008)
- The Rock 'n' Roll Wedding Collection (2008)
- The Rock 'n' Roll Valentine's Day Collection (2008)
- The Vitamin String Quartet: The Tribute to Guitar Hero (2008)
- Valentine's Day Massacre: The Emo Anti-Valentine's Day Collection (2008)
- The Tribute to Guitar Hero: Killer Tracks! (2008)
- 2009 - Vitamin String Quartet Performs the Songs from Glee
- Vitamin String Quartet Performs Music from Twilight (2009)
- Vitamin String Quartet Tribute to The Twilight Saga: New Moon (2009)
- Vitamin String Quartet Tribute to Star Wars (2010)
- Vitamin String Quartet Tribute to Harry Potter (2010)
- Blood Curdling Strings: VSQ Pays Tribute To Horror Classics (2011)